# 3.7 cm Pak 36
O 3.7 cm Pak 36 (abreviação de Panzerabwehrkanone 36, literalmente "arma antitanque 36" em alemão), foi um canhão antitanque produzido pela Rheinmetall e utilizado pela Alemanha Nazista (e outros países do eixo) entre 1928 e 1945. 
No início da Segunda Guerra Mundial, em 1939, o Pak 36 era o canhão antitanque padrão da Werhmatch, que contava com 11,200 unidades do mesmo. O canhão, desenvolvido pela Rheinmetall foi utilizado anteriormente na Guerra Civil Espanhola e na Segunda Guerra Sino-Japonesa, sendo mais tarde introduzido em larga escala nas companhias antitanque da Werhmatch.
Devido ao fato de ser pequeno, era fácil de camuflar e transportar, dois importantes atributos para um canhão antitanque. Logo no inicio de 1940, na Frente Ocidental, as tropas apelidaram-no de "Heeres Anklopf-Gerät", literalmente "coisa do exército para ser morto rapidamente", desde que deixou de ser efetivo contra os blindados médios e pesados do exército britânico e francês, como o Char B1 (francês) e o Matilda Mk.II (britânico). Logo, o famoso canhão Flak de 88 mm tinha que frequentemente substituí-lo em seu papel de canhão antitanque. Apesar de ser claramente obsoleto após a conquista da França, uma grande quantidade do Pak 36 foi utilizado na Operação Barbarrossa, a massiva invasão da União Soviética. Apesar do Pak 36 surtir efeito sobre blindados como o T-26 ou o BT-7, era totalmente inútil contra o blindado médio T-34 e os pesados KV-1 e KV-2 soviéticos.
A introdução de um novo tipo de munição com núcleo de volfrâmio (tungstênio) aumentou a capacidade de penetração do canhão, porém era uma medida insuficiente. Consequentemente a Stielgranate 41, uma munição de elevado calibre, foi introduzida em fevereiro de 1942. Essas munições de calibre 159 mm e de 738 mm de comprimento possuíam uma carga oca de 2,3 kg de explosivo. A munição era inserida pela saída do cano do canhão, e conseguia penetrar mais de 180 mm de aço. Devido ao pequeno tamanho do canhão, que diminuía drasticamente a velocidade de saída do projétil, o blindado inimigo teria que estar a menos de 200 metros para surgir efeito.
A produção do Pak 36 foi finalmente encerrada em março de 1942, após 14,459 unidades terem sido fabricadas.

## Especificações
- Designação: 3.7 cm Panzerabwehrkanone 36;
- Massa em transporte: 450 kg;
- Massa em combate: 327 kg;
- Comprimento: 1,66 m;
- Largura: 1,65 m;
- Altura: 1,17 m;
- Calibre: 37 mm (3,7 cm);
- Projétil: 37 x 249 mm R;
- Deslocamento: 30º (direita/esquerda);
- Elevação: -5º a +25º (baixo/cima);
- Cadência de tiro: 13 tiros por minuto;
- Velocidade de saída do projétil: 762 m/s (AP) 1030 m/s (APCR);
- Alcance efetivo: 300 m;
- Alcance máximo: 5,484 m;
- Penetração máxima (aço): AP: 48 mm (90º a 500 m); APCR: 55 mm (360º a 500 m);